# 보르 (니즈니노브고로드주)

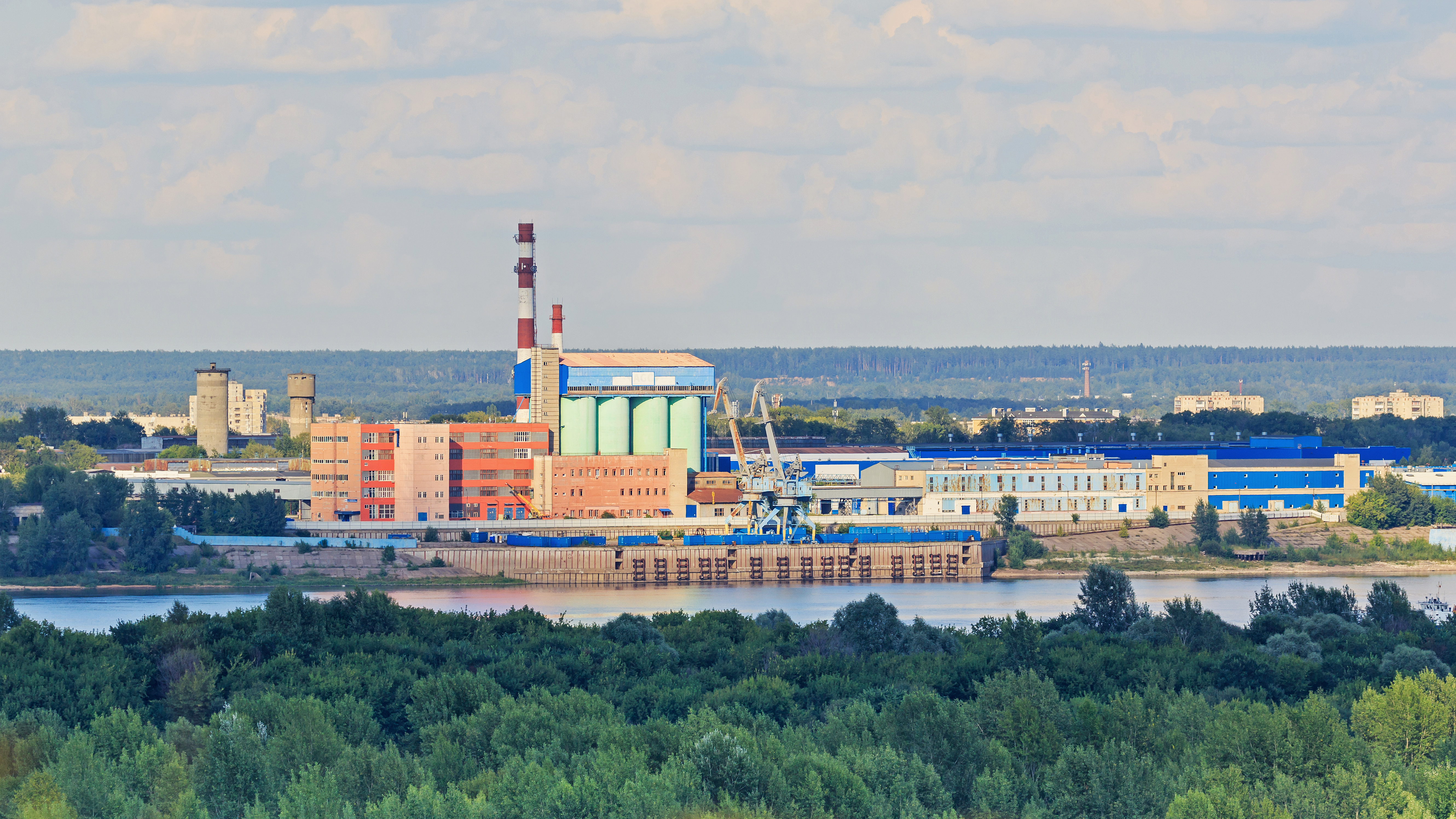

보르(러시아어: Бор)는 니즈니노브고로드주의 도시이다. 볼가강의 왼편에 위치해 있다. 보르는 원래 두 개의 다리로 연결된 것을 계기로 해서, 1965년에 정식으로 통합되었다. 인구는 5만1,000명 (1969년)이다. 14세기에 지어졌고 1938년에 도시로 등록되었다.